# كمال مريم
كمال مريم (18 أكتوبر 1979

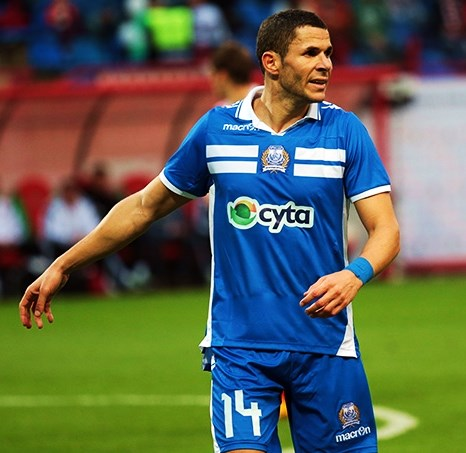

 في مونتيبيليارد) (بالفرنسية: Camel Meriem)‏ لاعب كرة قدم فرنسي ذو أصول جزائرية يلعب حاليًا لصالح نادي أبولون ليماسول في مركز الوسط المهاجم .
لعب مريم في أندية سوشو الفرنسي (1997-2002) وبوردو الفرنسي (2002-2005) ومرسيليا الفرنسي بالإعارة (2003-2004) ونادي موناكو الفرنسي (2005-2009) ثم انتقل نادي آريس سالونيكي اليوناني (2009-2010) ثم إلى نادي أرلي الفرنسي (2010-2011) ثم إلى نادي نيس الفرنسي (2011-2013).
ساهم مريم في تتويج نادي سوشو ببطولة دوري الدرجة الثانية موسم 2000/2001 كما ساهم في تتويج نادي بوردو ببطولة كأس الدوري الفرنسي موسم 2001/2002 .
شارك مريم مع منتخب فرنسا في 4 مباريات دولية في الفترة من 2004 إلى 2005 . أول مباراة دولية كانت أمام منتخب بولندا في 17 نوفمبر 2004 وانتهت بالتعادل 0/0 .
شقيقه سمير مريم يلعب حاليا في نادي الدرجة الثانية تورناي البلجيكي .

## روابط خارجية
- كمال مريم على موقع قاعدة بيانات كرة القدم.إي يو (الإنجليزية)
- كمال مريم على موقع بيانات كرة القدم. دي إي (الألمانية)
- كمال مريم على موقع ليكيب (الفرنسية)
- كمال مريم على موقع ناشيونال فوتبول تيمز (الإنجليزية)
- كمال مريم على موقع Soccerbase.com (لاعب) (الإنجليزية)
- كمال مريم على موقع Soccerway.com (الإنجليزية)
- كمال مريم على موقع عالم كرة القدم.نت (الإنجليزية)
- كمال مريم على موقع كووورة
- كمال مريم على موقع AS.com (الإسبانية)